# Buta Palacio
Buta Palacio es uno de los centros principales de  música de Bakú. Consta de dos salas de eventos y un garaje con 800 plazas de aparcamiento. La sala más grande tiene un estilo de caravasar y cuenta con un aforo de 2000 visitantes. La sala menor fue diseñada para conferencias y presentaciones y tuvo una capacidad para 400 visitantes. La medida de la sala más grande es 1,572 metros cuadrados y la sala menor — 652 metros cuadrados.

## Eventos celebrados en Buta Palacio

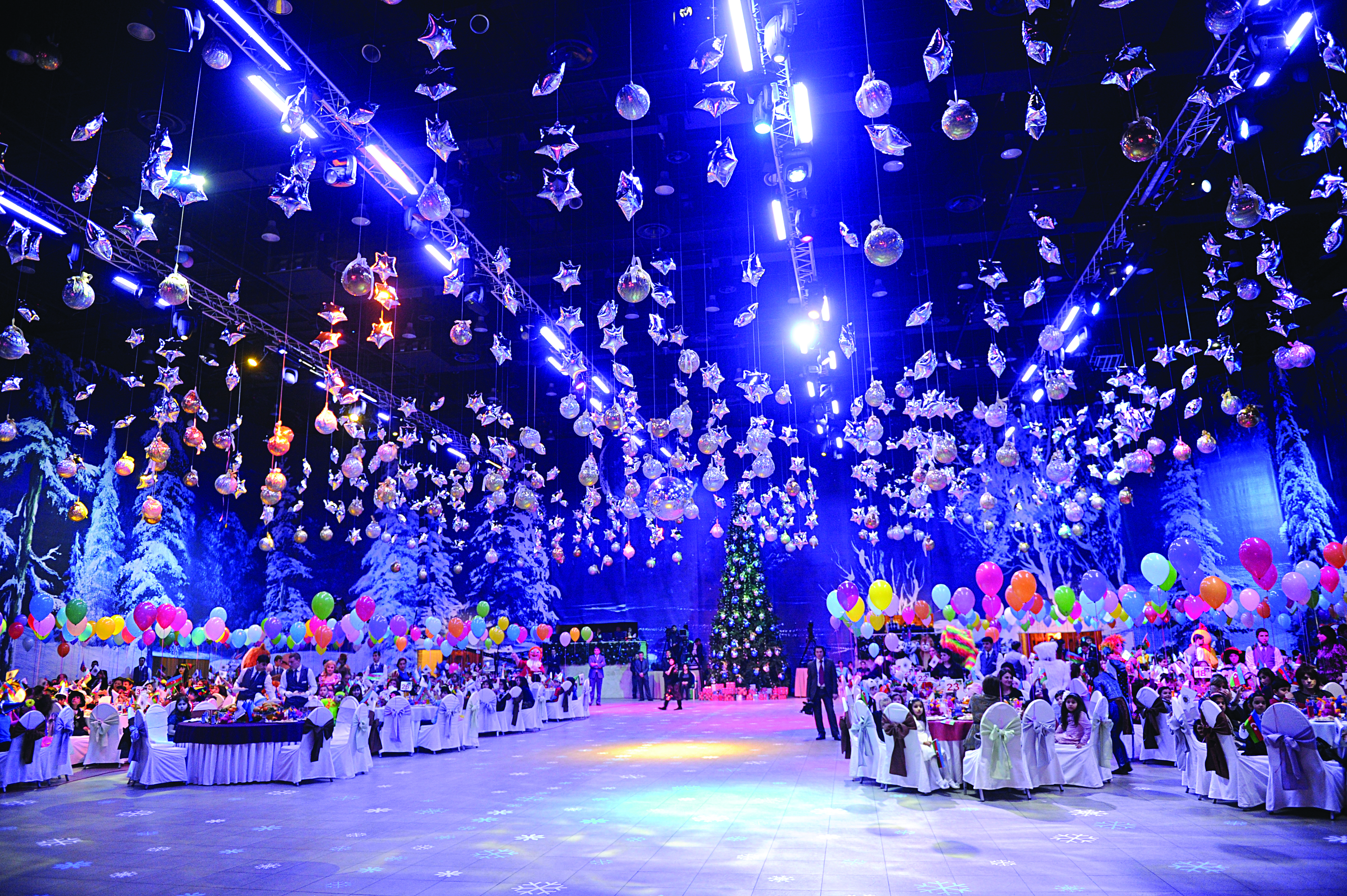
Año Nuevo en Buta Palacio

Buta Palacio ha sido sede de varios eventos importantes incluyendo el sorteo de asignación de semifinales del Festival de la Canción de Eurovisión 2012 y eventos musicales de varios artistas (David Vendetta, Pitbull, 50 Cent, G-Unit, Akon, Chris Willis y otros).